# Wybory parlamentarne na Dominice w 2005 roku
Data: 5 maja 2005 r.

Flaga Dominiki

Do obsadzenia: 21 z 31 miejsc w Izbie Zgromadzenia (House of Assembly) na 5-letnią kadencję w okręgach jednomandatowych; pozostałe miejsca są obsadzane przez 9 mianowanych przez prezydenta senatorów i spikera
Wyniki:
- Partia Pracy Dominiki (Dominica Labor Party; przywódca: Roosevelt Skerrit) 52,03%, 12 mandatów
- Zjednoczona Partia Pracujących (United Workers Party; Edison James) 43,86%, 8 mandatów
- niezależni 1,12%, 1 mandat

do parlamentu nie weszły:
- Partia Wolności Dominiki (Dominica Freedom Party; Charles Savarin) 2,96%
- Postępowa Partia Dominiki (Dominica Progressive Party) 0,03%

Maleńka karaibska wysepka nie była świadkiem zasadniczej zmiany na scenie politycznej. DLP premiera Skerrita zapewniła sobie kolejne 5 spokojnych lat rządów. Skerrit został premierem po śmierci poprzedniego szefa rządu Pierre’a Charlesa w styczniu 2004 r. Do tej pory był w jego gabinecie ministrem edukacji. Głównym osiągnięciem jego rządu była pomoc gospodarcza w wysokości 100 mln dolarów od Chin w zamian za zerwanie stosunków dyplomatycznych z Tajwanem. Głównym tematem kampanii była właśnie ta kwestia – UWP opowiadała się za wznowieniem relacji z Tajpej; była za to oskarżana przez polityków DLP o branie pieniędzy od Tajwańczyków. Do parlamentu nie weszła za to wchodząca w skład koalicji rządzącej DFP; jej lider nie będzie już zatem ministrem turystyki. DLP rządziła wyspą w latach 1961–1964 (jeszcze pod rządami królowej brytyjskiej – premier Edward LeBlanc), 1979–1980 (Oliver Seraphine) i od 2000 r. (Rosie Douglas, Pierre Charles i Roosevelt Skerrit).